# Triaria
Triaria (siglo I) fue una mujer romana, segunda esposa de Lucio Vitelio el Joven (el hermano del emperador Aulo Vitelio).
Se la menciona en el monumento funerario de su esclava favorita, Tyrannis, en Tibur:
Según Tácito, cuando el ex pretor Marco Plancio Varo insinuó un comportamiento traicionero por parte de Dolabela, ella aterrorizó al prefecto de la ciudad, Tito Flavio Sabino, advirtiéndole que no buscara una reputación de clemencia poniendo en peligro al Emperador.
Fue acusada de llevar una espada de soldado y de comportarse con crueldad insolente después de la toma de la ciudad de Terracina.
En De mulieribus claris, Boccaccio alabó a Triaria por su valentía. Un manuscrito francés antiguo de esta obra contiene una lámina f. 63v (titulada «Miniatura que muestra una masacre sangrienta dentro de una ciudad amurallada, con Triaria prominente entre los guerreros heridos») que puede referirse al saqueo de Terracina. La obra de Christine de Pizan, La ciudad de las damas (principios del siglo XV) también habla acerca de Triaria.